# Besermani
I besermani (o bisermani, besermiani, bisermiani; in russo бесермяне? besermyanin; in lingua udmurt: бесерманъёс) sono un piccolo gruppo etnico finno-ugrico della Russia.
Vi erano circa 10.000 besermani nel 1926, ma secondo il censimento russo del 2002 il numero è calato a 3.122 unità. Il censimento dell'impero russo del 1897 stimò la cifra dei besermani in 10.800 unità.
Vivono nelle regioni a nord-ovest nei distretti di Yukamensky, Glazovsky, Balezinsky, Yarsky (repubblica di Udmurtia). Esistono 10 villaggi con besermani considerati puri e 41 villaggi con popolazione besermana di origine mista.
La lingua besermana è un dialetto della lingua udmurt con influenze turche. Alcune tradizioni besermane differiscono dai costumi degli udmurt perché vi sono state forti influenze islamiche nel periodo del Khanato di Kazan.